# 郁芳門
郁芳門（いくほうもん）は、平安京大内裏の外郭十二門のひとつである。左衛門府が警固を担当した。

## 概要
大内裏の東面、待賢門の南。大宮大路に面し、大炊御門大路に向かう。大きさは5間、戸3間だった。
延暦13年（794年）、宮城経営のとき伊予国が造営し、的氏がこれを監したことがその名称の由来（いくは → いくはう）。当初は「小子部門」または「的門」といった。門内に大炊寮の建物があったため「大炊御門」とも呼ばれた。弘仁9年（818年）、額を改め、嵯峨天皇の筆額を掲げた。